# Германско-туркменские отношения
Германско-туркменские отношения — двусторонние дипломатические отношения между Германией и Туркменистаном.

## Посольство Туркменистана в Германии
Посольство Туркменистана в Германии (г. Берлин) открыто постановлением Президента Туркменистана от 6 сентября 1993 года.
С января 2020 года Посольство возглавляет чрезвычайный и полномочный посол Туркменистана в Германии Бердымурад Реджепов.

### Послы
1. Кулиев, Чары (07.10.1997 — 03.03.2000)
2. Айдогдыев, Дорткули (30.10.2001 — 23.08.2002)
3. Реджепов, Бердымурад (12.09.2003 — 25.04.2012)
4. Агаханов, Халназар (25.04.2012 — 29.06.2013)
5. Атаев, Тойли (17.05.2014 — 20.01.2020)
6. Реджепов, Бердымурад (20.01.2020 — н. в.)